# Par force-jachtlandschap in Noord-Seeland
Het par force-jachtlandschap in Noord-Seeland is sinds 2015 een Unesco-Werelderfgoedsite in Noord-Seeland in Denemarken. Het omvat een reeks jachtgebieden en bossen ten noorden van Kopenhagen, waaronder Grib Skov in Nationaal park Kongernes Nordsjælland, Store Dyrehave en Jægersborg Dyrehave. Store Dyrehave en Grib Skov liggen niet ver van Hillerød en Frederiksborg. Christiaan V liet vanaf 1670 door het leger een jachtgebied aanleggen voor de 'par force-jacht' (met honden). De bossen vormen een goed bewaard barok jachtlandschap van de Deense koningen met een geometrisch aangelegd wegennet (jachtpaden in een achthoekig rasterpatroon, genummerde stenen aanduidingen), behuizingen en jachthutten.

## Afbeeldingen

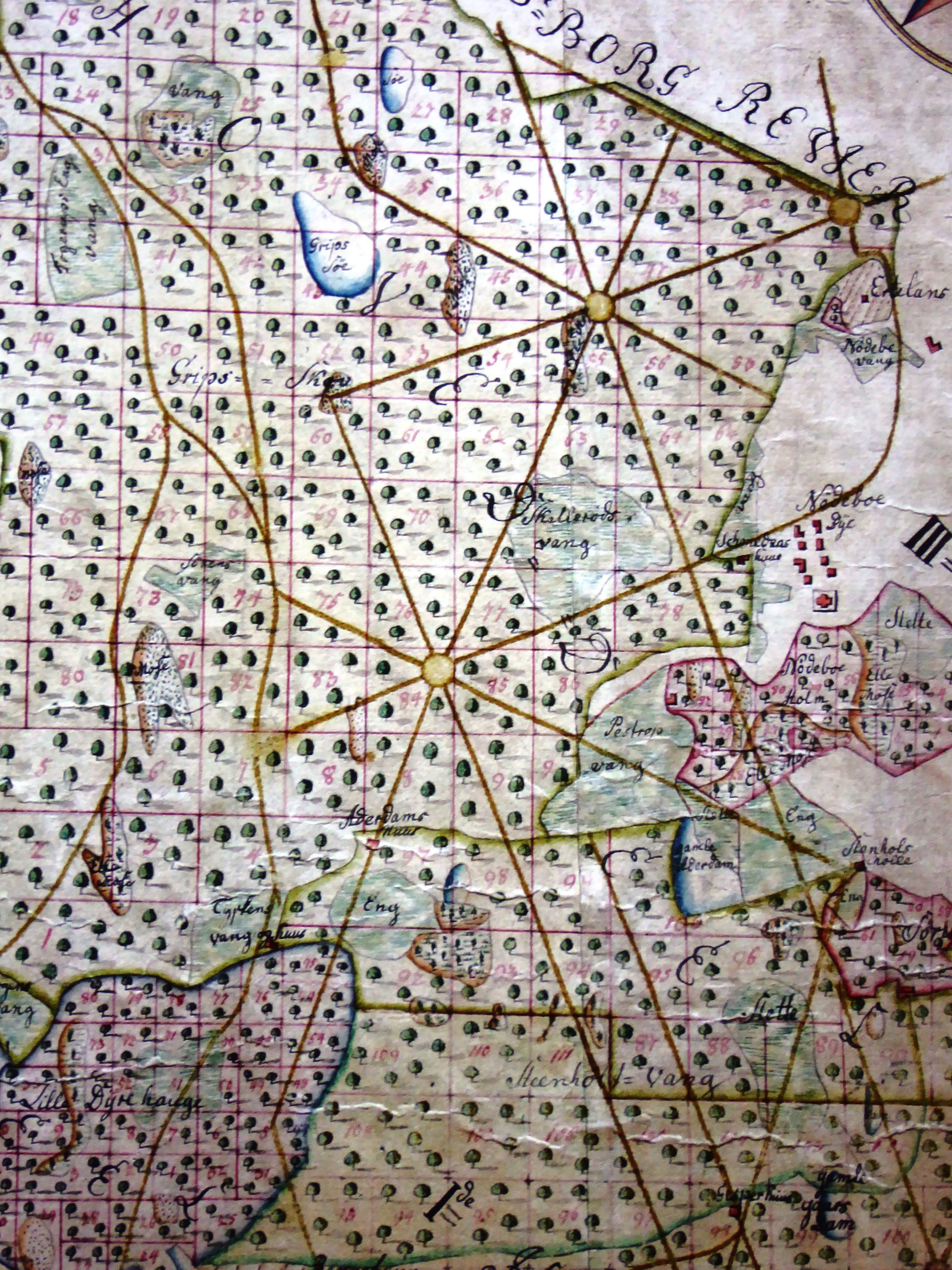
Detailkaart van het par force-wegennet in Grib Skov
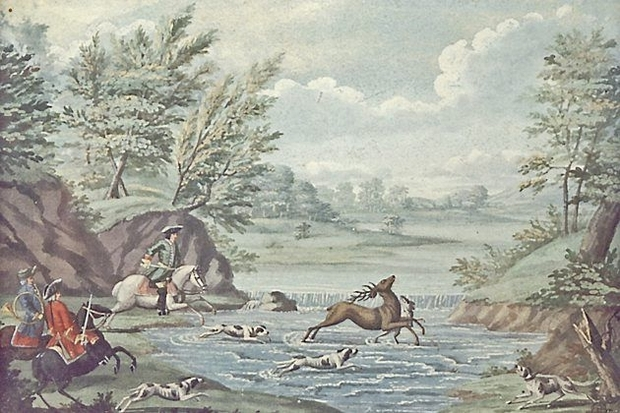
Par force-jacht in Noord-Seeland rond 1750
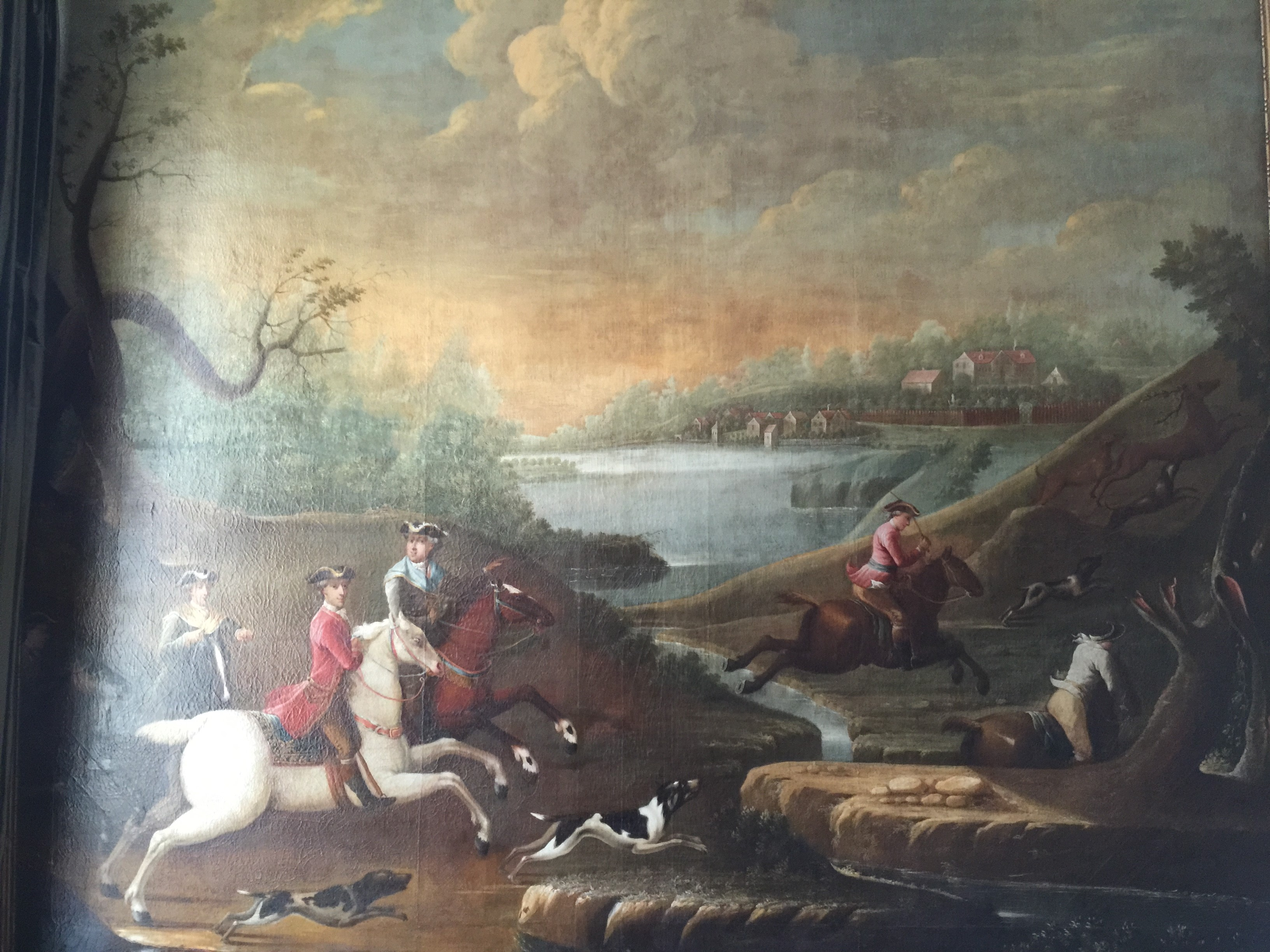
Koning Christian VII op par force-jacht
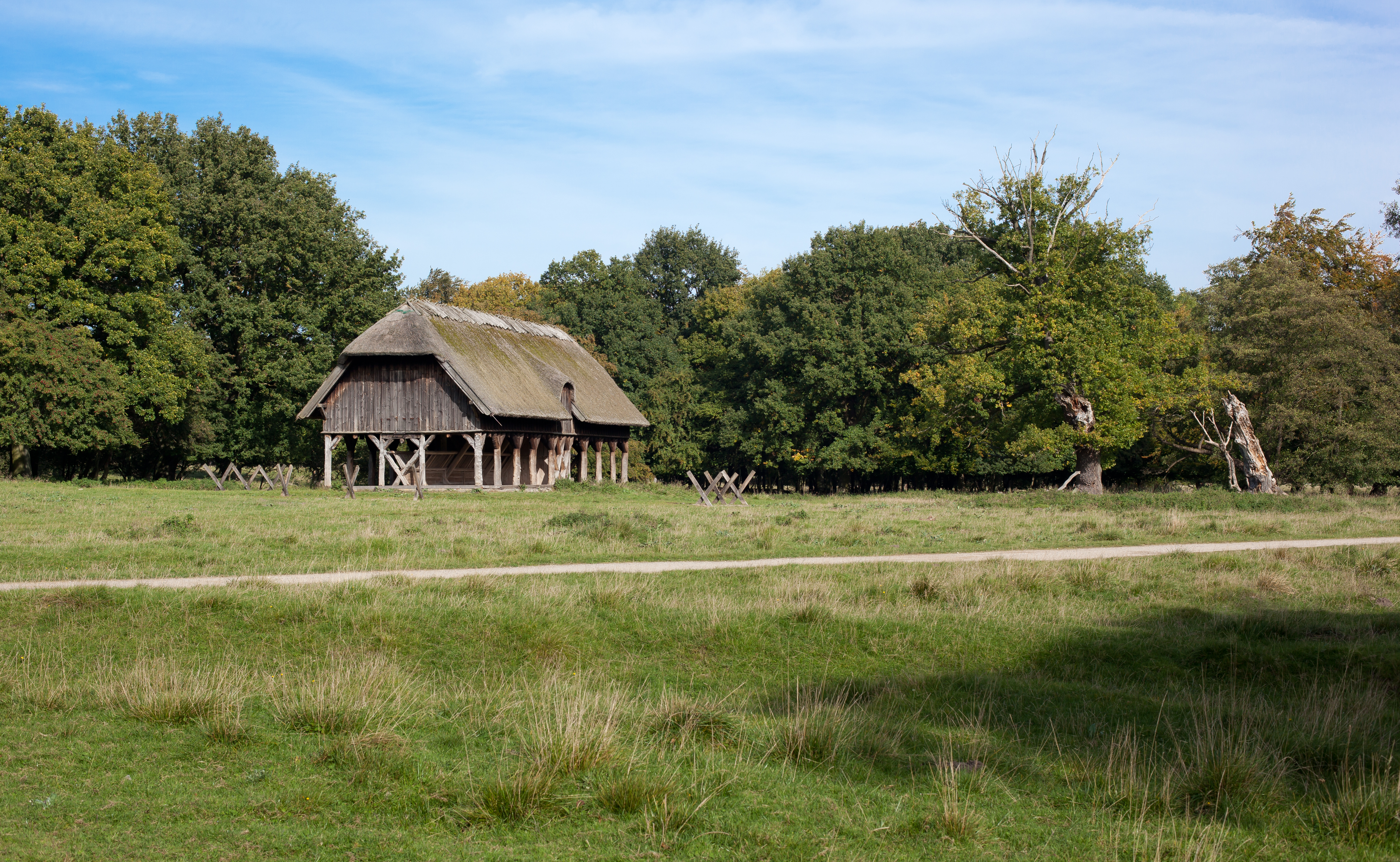
Jægersborg Dyrehave
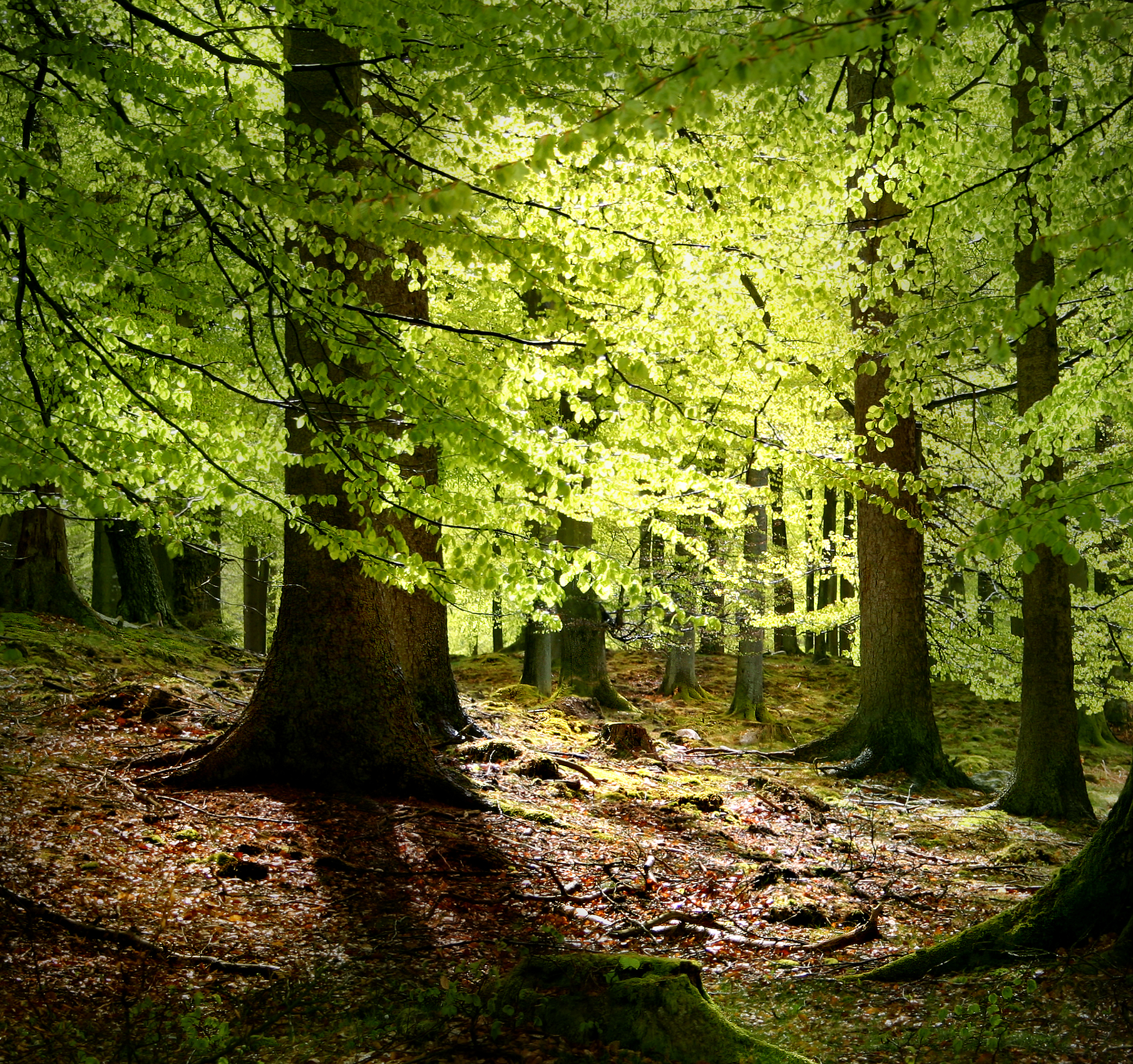
Grib Skov